# 2018 VJ137
2018 VJ137 est un objet transneptunien situé actuellement (2021) à plus de 60 UA.